# 巴倫斯萊恩 (喬治亞州)
巴倫斯萊恩（英語：Barrons Lane）是位於美國喬治亞州梅肯縣的一個非建制地區。該地的面積和人口皆未知。

## 地理
巴倫斯萊恩的座標為32°22′01″N 83°59′47″W / 32.36694°N 83.99639°W，而該地的平均海拔高度為99米（即325英尺）。